# Метод геологічних блоків
Метод геологічних блоків — один з основних методів підрахунку запасів твердих корисних копалин, сутність якого полягає у виділенні та оконтурюванні підрахункових блоків з близькими значеннями провідних геолого-промислових параметрів (потужність, зміст, умови та глибина залягання, технологічні властивості та сортність руди, мінливість оруднення, ступінь розвіданості та тощо). Метод геологічних блоків характеризується максимальним урахуванням особливостей геологічної будови, системи розвідки та вимог проектування гірничорудного підприємства. Крім того, він характеризується простотою та високою достовірністю. У межах виділеного блоку підрахунок запасів руди та металу проводиться за формулами:
Q = S.mcp.d
Р=1/100.Р.Сcp,
де Q — запаси руди, т; S — площа блоку, м2; mcp — середня потужність рудного тіла в межах блоку, м; d — маса руди; P — запаси металу, т; Сcp — середній вміст металу в руді у межах блоку, %.

## Інтернет-ресурси
- Метод геологических блоков